# Къща на Васил Генов-Чешмето
Къщата на Васил Генов-Чешмето се намира в Архитектурно-исторически резерват „Вароша“ в Ловеч.
Къщата е построена към средата на XIX в. за Васил Генов-Чешмето. Състои се от мази и два етажа. От приземието започва стълба, свързваща етажите и минава през двата чардака. Разпределението на стаите и на двата етажа е еднакво – по две големи стаи встрани и една по-малка в средата. Чардаците са с източно изложение към Стратеш и крепостта. На горния етаж има кьошк, леко издаден над улицата и с изглед на юг. Парапетите на чардака са от стругован бук, а подпорните стълбове са с дърворезба. Фасадата към двора е богато оформена, а към улицата е с малки тесни прозорчета на горния етаж, долният е почти без прозорци. Той е изграден от дебели зидове, като от приземието една вратичка е на зида. Вратите за стаите откъм чардака със свод, профилиран с резба. Ъглите са запълнени с различни декоративни елементи. В тази къща на 15 юли 1877 г. при освобождението на Ловеч е убит Цвятко Хаджипавлов – заместник-председател на Ловешкия таен революционен комитет.